# Sullivan County (New Hampshire)
Sullivan County is een county in de Amerikaanse staat New Hampshire.
De county heeft een landoppervlakte van 1.392 km² en telt 40.458 inwoners (volkstelling 2000). De hoofdplaats is Newport.

## Geboren
- Salmon Chase (Cornish, 1808-1873), gouverneur van Ohio (1856-1860), senator, minister en opperrechter

Belknap County · 
Carroll County · 
Cheshire County · 
Coös County · 
Grafton County · 
Hillsborough County · 
Merrimack County · 
Rockingham County · 
Strafford County · 
Sullivan County